# Котка (град)
Котка (на фински: Kotka – „орел“ в превод) е град и община във Финландия.
Населението му е 54 769 души по данни от преброяването на 31 март 2010 г. Котка е второто по оборот експортно пристанище на Финландия.

## География
Разположен е в провинция Южна Финландия, област Кюменлааксо на брега на Балтийско море на 132 km от Хелзинки и на 293 km от Санкт Петербург.

## История
Котка е основан със статут на град през 1879 г.

## Спорт
Представителният футболен клуб на града е ФК KTP (Kotkan Työväen Palloilijat). Дългогодишен участник е в двете най-високи нива на финландския футбол.

## Известни личности
Родени в Котка
- Александер фон Нордман, финландски зоолог
- Теему Пуки, финландски футболист, нападател

## Побратимени градове
- Клайпеда, Литва
- Ландскруна, Швеция
- Санкт Петербург, Русия
- Талин, Естония
- Фредрикста, Норвегия

## Галерия
- Светът на финландския подводен живот
- Морски музей Веламо
- Морски музей Веламо
- Улица Марианкату
- Залез в Котка